# Удар головою (фільм, 1979)
«Удар головою» (фр. Coup de tête) — французька кінокомедія 1979 року поставлена режисером Жаном-Жаком Анно.

## Синопсис
Франсуа Перрен (Патрік Девар) фабричний робітник, який грає у футбол в місцевій аматорській команді, у клубі, що належить заможному бізнесмену Севардьє (Жан Буіз) та співвласнику фабрики, на якій працює Перрен та переважна частина населення міста Трінкампа. Перрен має поганий войовничий характер, який не подобається нікому. Якось на тренуванні Перрен збиває з ніг Бертьє, місцеву зірку і капітана команди. Той вимагає виключення Перрена з команди. Незабаром після цього, Перрена також звільнили з роботи, і все місто налаштоване проти нього. Перрену навіть було заборонено заходити до місцевого бару.
Коли однієї з ночей п'яний Бертьє намагається зґвалтувати жінку, Перрен відразу опиняється на місці пригоди, і опиняється у в'язниці як головний підозрюваний. Два місяці по тому, команда Трінкампа має грати у важливій грі на Кубок Франції, але автобус, що перевозив команду потрапляє в аварію, і, щоб замінити травмованих гравців, Перрена випущено з в'язниці, щоб той допоміг команді. Забивши обидва голи Перрен приносить команді перемогу, ставши героєм міста. Скориставшись несподіваною славою переможця, він вирішує помститися ґвалтівникові…

## В ролях
| Патрік Девар   | ···· | Франсуа Перрен          |
| Френс Дуньяк   | ···· | Стефані                 |
| Дороті Джемма  | ···· | Марі                    |
| Моріс Бар'є    | ···· | Беррі                   |
| Робер Дальбан  | ···· | Жанжан, старий ватажок  |
| Маріо Давид    | ···· | Румі, масажист          |
| Юбер Дешам     | ···· | директор в'язниці       |
| Дора Долль     | ···· | головна черниця         |
| Франсуа Дірек  | ···· | водій першої вантажівки |
| Патрік Флерем  | ···· | Бертьє                  |
| Мішель Омон    | ···· | Бертран Брошар          |
| Жерар Ернандес | ···· | інспектор               |
| Жан Буіз       | ···· | президент Севардьє      |

## Визнання
| Нагороди та номінації фільму «Удар головою» | Нагороди та номінації фільму «Удар головою» | Нагороди та номінації фільму «Удар головою» | Нагороди та номінації фільму «Удар головою» | Нагороди та номінації фільму «Удар головою» | Нагороди та номінації фільму «Удар головою» |
| Рік                                         | Нагорода                                    | Категорія                                   | Номінант                                    | Результат                                   |                                             |
| ------------------------------------------- | ------------------------------------------- | ------------------------------------------- | ------------------------------------------- | ------------------------------------------- | ------------------------------------------- |
| 1980                                        | Премія «Сезар»                              | Найкращий актор другого плану               | Жан Буіз                                    | Перемога                                    |                                             |